# Isao Takahata
Pour les articles homonymes, voir Takahata (homonymie).
Isao Takahata (高畑 勲, Takahata Isao) est un réalisateur japonais de films d'animation, né le 29 octobre 1935 à Ise et mort le 5 avril 2018 à Tokyo. Il est le cofondateur du studio Ghibli avec Hayao Miyazaki.
Sa notoriété en Occident vient principalement de son film Le Tombeau des lucioles, sorti en 1988. Considéré par ses pairs comme l'un des plus grands réalisateurs d'animation, il exerce une influence capitale sur l'évolution de son art au Japon comme à l'échelle internationale.

## Biographie
Né à Ise (Japon) le 29 octobre 1935, Isao Takahata reste marqué par le bombardement de la région d'Okayama par les Américains pendant la Seconde Guerre mondiale, fuyant pieds nus en pyjama avec l'une de ses sœurs.
Il étudie la littérature française à l'université de Tokyo. Il découvre ainsi les poèmes de Jacques Prévert, mais aussi son travail avec Paul Grimault, pour La Bergère et le Ramoneur première version du Roi et l'Oiseau, sortie au Japon en 1956. Ce film est l'un des déclencheurs de sa vocation artistique.
Dès 1959, il rejoint le studio d'animation Tōei Animation en tant qu’assistant, où il effectue toutes sortes de travaux, y compris le balayage. Il y fait connaissance de Hayao Miyazaki, avec qui il est engagé dans le mouvement syndical. En 1963, il réalise la série Ken, l’enfant loup.
En 1968, il réalise son premier long métrage, Horus, prince du soleil, en collaboration avec Hayao Miyazaki. Ce film, sorti dans une version inachevée et mutilée, n'ayant pas obtenu le succès attendu, les producteurs privilégient alors la création télévisuelle plutôt que cinématographique. À partir de ce projet, Miyazaki et Takahata travaillent souvent ensemble, sur des films (Heidi, la petite fille des Alpes en 1974, Nausicaä de la vallée du vent en 1984 et L'Histoire des canaux de Yanagawa en 1987) comme sur des séries télévisées (notamment la première série de Lupin III, plus connue en France sous le nom d'Edgar de la Cambriole).
Pour Takahata et Miyazaki, la « trilogie » Heidi, Marco (d'après Le Livre-Cœur) et Akage no An (ou Anne, la maison aux pignons verts), tous trois réalisés entre 1974 et 1979, constitue un âge d'or, même si leur collaboration s'est terminée avec le dernier épisode. Leur amitié persiste néanmoins, et la collaboration prend alors une nouvelle orientation : Miyazaki dirige et Takahata réalise. Cependant, au cours de la réalisation de Anne, la Maison aux pignons verts, Miyazaki démissionne.
Takahata aide alors Miyazaki à produire Conan, le fils du futur.
En 1981, Takahata achève son second long-métrage Kié la petite peste, qui reçoit un bon accueil puis Goshu le Violoncelliste récompensé par le Prix Ofuji.
C'est en 1985 que Takahata fonde avec Miyazaki le Studio Ghibli. Il réalise pour ce studio, en 1988, Le Tombeau des lucioles puis Souvenirs goutte à goutte (1991), Pompoko (1994) qui reçoit le prix du long-métrage au festival d'Annecy, Mes voisins les Yamada (1999). Enfin Le Conte de la princesse Kaguya (2013) est présenté au Festival de Cannes (Quinzaine des réalisateurs) et nommé aux Oscars.
Contrairement à Miyazaki, Takahata n'est pas dessinateur d'animation. Il se considère avant tout comme un réalisateur. Il réalise d'ailleurs un documentaire en prise de vue réelle, L'Histoire des canaux de Yanagawa, en 1987. Ce statut lui permet de n'être attaché à aucun style de dessin en particulier et de pousser au plus loin toute forme d'expérimentation dans le domaine de l'animation. Ainsi, le long métrage Mes voisins les Yamada est entièrement créé sur ordinateur afin d'obtenir un effet d'aquarelle difficile à traduire sur celluloïd.
Le style des sujets traités par Takahata est très varié. Ainsi, Le Tombeau des lucioles est un drame de guerre plutôt réaliste, Pompoko tend vers le burlesque en présentant des tanuki qui tentent d'empêcher des humains de s'installer sur leurs terres. Le plus souvent, Isao Takahata s'inspire d'une œuvre existante (le roman d'Akiyuki Nosaka pour Le Tombeau des lucioles et celui de Kenji Miyazawa pour Goshu le violoncelliste) ou encore de l'univers des mangas (Souvenirs goutte à goutte ou Mes voisins les Yamada). Il peut également développer une idée originale, comme pour Pompoko (la guerre des tanuki).
Il reste très attaché au dessin à la main, malgré l’ère du numérique. Celui-ci laisse selon lui l’imagination du spectateur plus libre.
Son œuvre, marquée par le pacifisme, le conduit à s'opposer au projet d'amendement de l'article 9 de la constitution japonaise, qui dispose que « le peuple japonais renonce à jamais à la guerre ». Membre du groupe Eigajin Kyujo no kai (« Les cinéastes pour l'article 9 »), il s'élève en 2015 contre les lois jugées sécuritaires et bellicistes du Premier ministre Shinzō Abe.
Isao Takahata meurt au matin du 5 avril 2018 à l'hôpital annexe de la Teikyo University Medical School, des suites d'un cancer du poumon,,. Il est incinéré.

## En France
Passionné par la France et la culture française, Isao Takahata y effectue de fréquents voyages.
Il est notamment reçu à plusieurs reprises par le Forum des Images à Paris dans le cadre du festival Nouvelles Images du Japon dont il est l'un des invités en 1999. Cet évènement contribue à la reconnaissance de son œuvre en France et à la sortie en salles de plusieurs de ses films : Horus, prince du Soleil, Panda Petit Panda, Kié la petite peste, Goshu le violoncelliste... C'est également à l'occasion de ce festival qu'Isao Takahata est sollicité par Kihachiro Kawamoto qui lui propose de participer au film collectif Jours d'hiver (2003).
Les créateurs de ce festival, Xavier Kawa-Topor et Ilan Nguyen, interprète du réalisateur, vont s'employer tout au long des années suivantes, à faire reconnaître l'œuvre d'Isao Takahata en France. Ainsi, Isao Takahata a été l'invité de Portrait d'un cinéaste sous l'arbre (2002), festival itinérant en Poitou-Charentes qui présente les différentes facettes de l'œuvre et de la personnalité artistique et intellectuelle de Takahata Isao autour de nombreux invités qui lui rendent hommage comme les réalisateurs René Laloux et Jacques Colombat, le comédien Maurice Baquet, le violoncelliste Jérôme Pernoo, Paulette et Henri Grimault, Paule et Jean-Pierre Pagliano…
Isao Takahata a aussi dirigé des master class sur les rouleaux peints du Moyen Âge japonais au Centre européen d'art et de civilisation médiévale à Conques (2000) puis à l'abbaye Notre-Dame de Fontevraud (2007). Ce même lieu consacre, en 2008, une grande exposition « Mondes et merveilles du dessin animé » à la filiation artistique entre Paul Grimault, Isao Takahata et Hayao Miyazaki (commissaires : Jean-Pierre Pagliano, Xavier Kawa-Topor, Ilan Nguyên). À l'occasion de son inauguration, Isao Takahata est accueilli par Jeanne Moreau.
Isao Takahata a également contribué à la sortie au Japon de plusieurs longs-métrages d'animation français. En 2002, ayant rencontré le réalisateur Michel Ocelot à la Maison franco-japonaise de Tokyo, Isao Takahata organise, via le studio Ghibli, la sortie en salles au Japon de Kirikou et la Sorcière, qui n'y avait pas trouvé de distributeur depuis sa sortie en France quatre ans plus tôt. Il traduit en japonais le roman d'Ocelot tiré de Kirikou, rédige les sous-titres japonais destinés aux projections en version originale, traduit les dialogues pour le doublage japonais et se charge de la distribution des rôles. Par la suite, il prend part à la sortie au Japon des films Azur et Asmar de Michel Ocelot, Les Triplettes de Belleville et L'Illusionniste de Sylvain Chomet. À son instigation, le studio Ghibli coproduit La Tortue rouge de Michael Dudok de Wit.
En 2011, le musée de la Tapisserie de Bayeux présente une exposition inspirée de son ouvrage sur les rouleaux peints japonais
En 2014, le Festival international du film d'animation d'Annecy lui décerne le Cristal d'honneur pour l'ensemble de son œuvre.
En 2015, il est élevé au rang d'officier de l'ordre des Arts et des Lettres par le ministère de la Culture.
Dans son discours d'acceptation, il souligne son attachement à la France et déclare : « La France est le pays où j'ai le plus voyagé et je suis des plus heureux d'être décoré par la nation dont je me sens le plus proche. »
En 2016, il dirige une master class consacrée à son œuvre télévisée, organisée au Centre européen d'études japonaises d'Alsace (CEEJA) par la NEF Animation et l'Agence culturelle d'Alsace et participe à un dialogue public avec Michael Dudok de Wit au Forum des Images animé par Xavier Kawa-Topor . 

## Engagement politique
Sympathisant communiste et pacifiste, il s'engage notamment contre le premier ministre nationaliste Shinzō Abe et ses projets de réarmement du Japon et de participation à des théâtres d’opération extérieurs. En 2011, après la catastrophe de Fukushima, il se montre critique à l'égard du nucléaire.

## Filmographie

### Réalisateur

#### Longs métrages
- 1968 : Horus, prince du Soleil (太陽の王子　ホルスの大冒険, Taiyō no ōji : Horus no daibōken?)
- 1981 : Kié la petite peste (じゃリン子チエ, Jarinko Chie?)
- 1982 : Goshu le violoncelliste (セロ弾きのゴーシュ, Cello hiki no Gōshu?)
- 1987 : L'Histoire des canaux de Yanagawa (柳川堀割物語, Yanagawa horiwari monogatari?)
- 1988 : Le Tombeau des lucioles (火垂るの墓, Hotaru no haka?)
- 1991 : Souvenirs goutte à goutte (おもいでぽろぽろ, Omoide poroporo?)
- 1994 : Pompoko (総天然色漫画映画 平成狸合戦ぽんぽこ, Heisei tanuki gassen Ponpoko?)
- 1999 : Mes voisins les Yamada (ホーホケキョ　となりの山田くん, Hōhokekyo tonari no Yamada-kun?)
- 2013 : Le Conte de la princesse Kaguya (かぐや姫の物語, Kaguya-Hime no monogatari?)

#### Court métrage
- 1972 : Panda Petit Panda (パンダ・コパンダ, Panda kopanda?)
- 1973 : Panda Petit Panda : Le Cirque sous la pluie (パンダ・コパンダ 雨ふりサーカスの巻, Panda Kopanda: Amefuri Circus no Maki?)
- 2003 : Jours d'hiver (冬の日, Fuyu no hi?) - segment

#### Séries télévisées
- 1974 : Heidi (アルプスの少女ハイジ, Alps no shōjo Heidi?)
- 1976 : Marco (母をたずねて三千里?)
- 1979 : Anne… la maison aux pignons verts (赤毛のアン, Akage no An?)

##### Divers
- 1963-1965 : Ken l'enfant loup (狼少年ケン, Ookami shōnen Ken?), réalisateur d'épisodes, non traduit en français.
- 1968-1969 : Gegege no Kitaro (ゲゲゲの鬼太郎?), réalisateur d'épisodes, non traduit en français.
- 1969-1970 : Mooretsu atarō (もーれつア太郎?), réalisateur d'épisodes, non traduit en français.
- 1971-1972 : Apache Yakyugun (アパッチ野球軍?), réalisateur d'épisodes, non traduit en français.
- 1971-1972 : Gegege no Kitaro (ゲゲゲの鬼太郎?), La deuxième série, réalisateur d'épisodes, non traduit en français.
- 1971-1972 : Lupin III (ルパン三世, Lupin sansei?), coréalisateur avec Hayao Miyazaki des épisodes de la seconde moitié de la saison.
- 1978 : Conan, le fils du futur (未来少年コナン, Mirai Shōnen Conan?), coréalisateur des épisodes 8 et 9 avec Hayao Miyazaki.

### Producteur
- 1984 : Nausicaä de la vallée du vent (風の谷のナウシカ, Kaze no tani no Naushika?).
- 1986 : Le Château dans le ciel (天空の城ラピュタ, Tenku no shiro Laputa?).
- 2016 : La Tortue rouge de Michael Dudok de Wit (producteur artistique).

### Assistant-réalisateur
- 1961 : Anju to zushiōmaru (安寿と厨子王丸?).
- 1962 : Tanoshii bunmeishi tetsu monogatari (たのしい文明史 鉄ものがたり?).
- 1963 : Wanpaku ōji no orochi taiji (わんぱく王子の大蛇退治?).
- 1963 : Ankokugai saidai no kettō (暗黒街最大の決闘?).